# Префектура Атина
Префектура Атина је некадашња управна јединица у средишњем делу Периферије Атика и средишњем делу Грчке. У ствари, целокупна површ ове префектуре је била тзв. "Велика Атина", тј. област главног града Грчке, Атине, са блиским и повезаним предграђима. Због тога је ова префектура била посебна по читавом низу података везаних за префектуре у Грчкој.
Префектура Атина је укинута почетком 2011. године када је подељена на четири округа: Западну Атину, Јужну Атину, Северну Атину и Средишњу Атину.

## Природне одлике
Префектура Атина је била копнена префектура Грчке. На северу и истоку ова префектура се граничила са префектуром Источна Атика, а на западу са префектуром Пиреј. На југу се налазио Саламински залив Егејског мора.
Префектура је била изразито брдског карактера, али и поред тога целокупна површ је урбанизована.
Клима у бившој префектури Атина је средоземна, у нагласак да је због развијених градских активности ваздух веома загађен.

## Историја
У доба антике ова област била је значајна као средишњи и најважнији део полиса Античке Атине. У каснијим епохама долази владавина Римљана, затим Византинаца и на крају Турака Османлија. Месни Грци су били веома активни током Грчког устанка 1821. г, па је подручје постало део савремене Грчке већ1830. г., а тад малени град Атина постала главни град новообразоване државе захваљујући својој славној историји.

## Становништво
Главно становништво некадашње префектуре су Грци, мада као и у свим престоницама Европе постоји и значајна група странаца. Становништво је 100% градско.

## Привреда
Град Атина је привредно и економско средиште целе Грчке. Донинирају терцијарни и кватерни сектор, односно трговина, услуге, пословање, управа, култура, образовање. Некадашња индустрија је углавном измештена из града на његов даљи обод или на друга места у држави.